# 22e étape (a) du Tour de France 1964
La 22e étape (a) du Tour de France 1964 est une demi-étape qui a eu lieu le mardi 14 juillet 1964 entre Orléans et Versailles, en France, sur une distance de 118,5 km. Elle a été remportée par le Belge Benoni Beheyt. Le Français Jacques Anquetil conserve le maillot jaune.

## Classement de l'étape
| \| Classement de l'étape \| Classement de l'étape \| Classement de l'étape \| Classement de l'étape \| Classement de l'étape \| \| Coureur \| Coureur \| Pays \| Équipe \| Temps \| \| --------------------- \| --------------------- \| --------------------- \| --------------------------- \| --------------------- \| \| 1er \| Benoni Beheyt \| Belgique \| Wiel's-Groene Leeuw \| \| \| 2e \| Edward Sels \| Belgique \| Solo-Superia \| \| \| 3e \| Jan Janssen \| Pays-Bas \| Pelforth-Sauvage-Lejeune \| \| \| 4e \| Rudi Altig \| Allemagne \| Saint-Raphaël-Gitane-Dunlop \| \| \| 5e \| Jo de Roo \| Pays-Bas \| Saint-Raphaël-Gitane-Dunlop \| \| \| 6e \| André Darrigade \| France \| Margnat-Paloma-Dunlop \| \| \| 7e \| Henk Nijdam \| Pays-Bas \| Televizier \| \| \| 8e \| Tom Simpson \| Royaume-Uni \| Peugeot-BP-Englebert \| \| \| 9e \| Gilbert De Smet \| Belgique \| \| \| \| 10e \| Victor Van Schil \| Belgique \| Mercier-BP-Hutchinson \| \| |                  |             |                             |       |
| |                  |             |                             |       |
| |                  |             |                             |       |
| Classement de l'étape |                  |             |                             |       |
| Coureur | Coureur          | Pays        | Équipe                      | Temps |
| 1er | Benoni Beheyt    | Belgique    | Wiel's-Groene Leeuw         |       |
| 2e | Edward Sels      | Belgique    | Solo-Superia                |       |
| 3e | Jan Janssen      | Pays-Bas    | Pelforth-Sauvage-Lejeune    |       |
| 4e | Rudi Altig       | Allemagne   | Saint-Raphaël-Gitane-Dunlop |       |
| 5e | Jo de Roo        | Pays-Bas    | Saint-Raphaël-Gitane-Dunlop |       |
| 6e | André Darrigade  | France      | Margnat-Paloma-Dunlop       |       |
| 7e | Henk Nijdam      | Pays-Bas    | Televizier                  |       |
| 8e | Tom Simpson      | Royaume-Uni | Peugeot-BP-Englebert        |       |
| 9e | Gilbert De Smet  | Belgique    |                             |       |
| 10e | Victor Van Schil | Belgique    | Mercier-BP-Hutchinson       |       |